# Robert Senelle
Robert Senelle (né à Schaerbeek le 8 septembre 1918 et mort à Uccle le 13 février 2013) est un professeur émérite belge et constitutionnaliste belge.

## Biographie
Senelle est né à Schaerbeek et a grandi à Vilvorde. Il étudia le droit et ensuite le notariat à l'ULB et par la suite travailla au barreau de Bruxelles. Après la libération il devint juge à Louvain et en 1947 il devint magistrat au conseil de guerre. Il poursuivit sa carrière en devenant en 1949 auditeur au Conseil d'État, ce qui le mit en contact avec de nombreuses personnes susceptibles d'intervenir plus tard dans sa carrière.
Lorsqu'Achille van Acker devint premier ministre en 1954, Senelle, lui-même socialiste, fut son chef de cabinet-adjoint. Pendant cette législature il œuvra à devenir chef de cabinet.
Après la chute du gouvernement Van Acker, Robert Senelle s'orienta vers une carrière académique à l'Université de Gand. Il y fut nommé professeur de droit constitutionnel. Avec le temps, Robert Senelle devint l'un de spécialistes constitutionnels les plus en vue. Pendant deux ans, il guida le prince Philippe dans l'étude du système constitutionnel belge.

## Vision du système constitutionnel belge
Le professeur Senelle est un fédéraliste convaincu. Selon lui, le système des communautés et régions doit être supprimé et remplacé par deux états fédérés, la Flandre et la Wallonie, avec une importante autonomie, des compétences fiscales et sociales. La Région de Bruxelles-Capitale doit devenir une région bilingue autonome où les compétences de la culture, l'enseignement et les matières personnalisables relèvent des états fédérés. La région allemande devrait également être une région autonome. Selon Senelle, le système fédéral actuel est insuffisant et devrait être renforcé.
Des étapes complémentaires dans la réforme de l'état sont nécessaires pour sauvegarder l'avenir de la Belgique. Par ailleurs le professeur Senelle plaide pour une monarchie strictement neutre avec des compétences restreintes, mais sans toucher au prestige royal.

## Distinction
- UBEMA-AWARD: le 21 mars 2005 pour ses interventions au niveau juridique du marché de l'art.

## Sources
- (nl) Cet article est partiellement ou en totalité issu de l’article de Wikipédia en néerlandais intitulé « Robert Senelle » (voir la liste des auteurs).